# Trog (meteorologie)

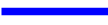
Trog

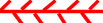
Vore of convergentielijn

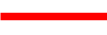
Rug

Een trog is een langgerekt gebied met lage luchtdruk en een uitloper van een lagedrukgebied. Het isobarenpatroon heeft een cyclonale (tegen de klok in op het Noordelijk Halfrond) kromming. In een trog liggen de isobaren (lijnen met gelijke luchtdruk) meestal dicht op elkaar. Hoe dichter de lijnen op elkaar liggen des te harder waait het. Bij een trog treedt een buienlijn op, waarvan de zwaarte afhankelijk is van de diepte (mate van lage druk) van de trog. Buien treden op als de lucht in de trog opstijgt. Doordat de stijgende lucht afkoelt, zal er bij voldoende vochtigheid wolkenvorming optreden met mogelijke neerslag.
Een trog komt voor in de koude lucht achter een koufront en wordt weergegeven met een dikke blauwe lijn. Een vore of convergentielijn komt voor in de warme sector dus voor het koufront en achter het warmtefront en wordt weergegeven met een dunne rode lijn.
Na een koufrontpassage die gepaard gaat met slecht weer volgt een trog als het een tijd lang mooi weer is geweest.
Een trog wordt op een weerkaart aangegeven als een dikke blauwe lijn. Een dikke rode lijn staat voor een rug en is een uitloper van een hogedrukgebied.